# 拉默纳特布勒姆县
拉默纳特布勒姆县（Ramanathapuram District）是印度的一個縣，位於該國南部，由泰米爾納德邦負責管轄，面積4,180平方公里，識字率為73.05%，2011年人口1,337,560，人口密度每平方公里320人。

## 外部連結
- Ramanathapuram District （页面存档备份，存于）